# Doctors of Madness
Doctors of Madness foram uma banda britânica de protopunk e art rock formada em 1974 em um porão em Brixton, Sul de Londres, pelo compositor, vocalista e guitarrista Richard Strange, conhecido como "Strange Kid". Ativa como banda de gravação e turnê até finais de 1978, eles descobriram o sucesso a nível de culto e reconhecimento, o que não foi suficiente para sustentá-los. Anos depois, eles foram citados como uma influência fundamental do punk rock britânico, tal reavaliação gerou demanda para que seus álbuns fossem re-lançados em 2002 em CD.

## Discografia parcial

### Álbuns originais de estúdio
- 1975: Late Night Movies, All Night Brainstorms (Polydor)
- 1976: Figments of Emancipation(Polydor)
- 1978: Sons of Survival(Polydor)

-Todos os registro acima foram relançamentos posteriormente em CD pela Ozit Records.